# ماریا کری (آلبوم)
 «ماریا کری» (به انگلیسی: Mariah Carey) آلبومی از هنرمند اهل ایالات متحده آمریکا ماریا کری است که در سال ۱۹۹۰ میلادی منتشر شد.